# Emin Yurdakul Mehmed
Emin Yurdakul Mehmed (Istanbul, 1869 – Istanbul, 14 gennaio 1944) è stato un poeta turco.
Fin dalla sua prima opera (Poesie, 1897) venne considerato poeta nazionale. Attivo anche in politica sostenne la rivoluzione di Mustafa Kemal Atatürk.